# Sauviac, Gers
Sauviac là một xã thuộc tỉnh Gers trong vùng Occitanie tây nam nước Pháp. Xã này có độ cao trung bình 270 mét trên mực nước biển.
Sông Petite Baïse tạo thành một phần ranh giới phía đông của xã.